# Actium impunctatum
Actium impunctatum är en skalbaggsart som först beskrevs av Brendel 1865.  Actium impunctatum ingår i släktet Actium och familjen kortvingar. Inga underarter finns listade i Catalogue of Life.